# HIStory: Past, Present and Future, Book I
HIStory: Past, Present and Future, Book I es un álbum doble del cantautor estadounidense Michael Jackson, lanzado el 20 de junio de 1995. Consiste en el álbum de grandes éxitos, HIStory Begins, además de su noveno álbum de estudio, HIStory Continues. El primer disco, HIStory Begins, contiene quince de sus sencillos de éxito lanzados originalmente a través de Epic Records, que abarcan desde 1979 hasta 1991. El segundo, HIStory Continues, comprende material nuevo, escrito y producido por Jackson y sus colaboradores. Fue el quinto álbum de Jackson lanzado a través de Epic Records y el primero bajo su propio sello, MJJ Productions. El álbum incluye apariciones de Janet Jackson, Shaquille O'Neal, Slash y The Notorious B.I.G. Sus géneros abarcan R&B, pop y hip hop, con elementos de hard rock y funk rock. Las temáticas incluyen la conciencia ambiental, el aislamiento, la codicia y la injusticia. Varias de las nuevas canciones del álbum se refieren a las acusaciones de abuso sexual infantil presentadas contra Jackson en 1993 y al maltrato que, según él, percibía por parte de los medios de comunicación.
HIStory debutó en el número uno de la lista Billboard 200 de Estados Unidos y en otros diecinueve países. Del álbum se lanzaron cinco sencillos. El primero fue un sencillo de doble cara A con «Scream» (un dueto entre Jackson y su hermana Janet) y «Childhood»; fue un éxito que alcanzó los cinco primeros puestos del Billboard Hot 100. «You Are Not Alone» se convirtió en la primera canción de la historia en debutar directamente en el número uno del Hot 100 y fue el último número uno de Jackson en Estados Unidos. Los sencillos posteriores incluyeron las canciones de protesta «Earth Song» y «They Don't Care About Us»; esta última generó acusaciones de antisemitismo. Jackson dijo que la letra de la canción había sido malinterpretada e incluyó una versión editada en ediciones posteriores del álbum.
HIStory Begins recibió una gran aclamación, pero la respuesta de la crítica al material nuevo, HIStory Continues, fue variada. El álbum ha vendido más de 20 millones de copias en todo el mundo, lo que lo convierte en uno de los más vendidos de todos los tiempos. En agosto de 2018, la Asociación de la Industria Discográfica de Estados Unidos (RIAA, por sus siglas en inglés) lo certificó ocho veces platino. HIStory recibió cinco nominaciones a los premios Grammy en la edición de 1996, incluida la tercera nominación de Jackson a álbum del año, y ganó en la categoría de mejor video musical - formato corto por «Scream». Jackson también ganó el premio a Artista Masculino Favorito de Pop/Rock en los American Music Awards de 1996. El cantante se embarcó en el HIStory World Tour, su tercera y última gira de conciertos como solista, la cual recaudó 165 millones de dólares (equivalente a 323 millones de dólares en 2024), y con ello se convirtió en la gira de un solista más taquillera de la década de 1990.

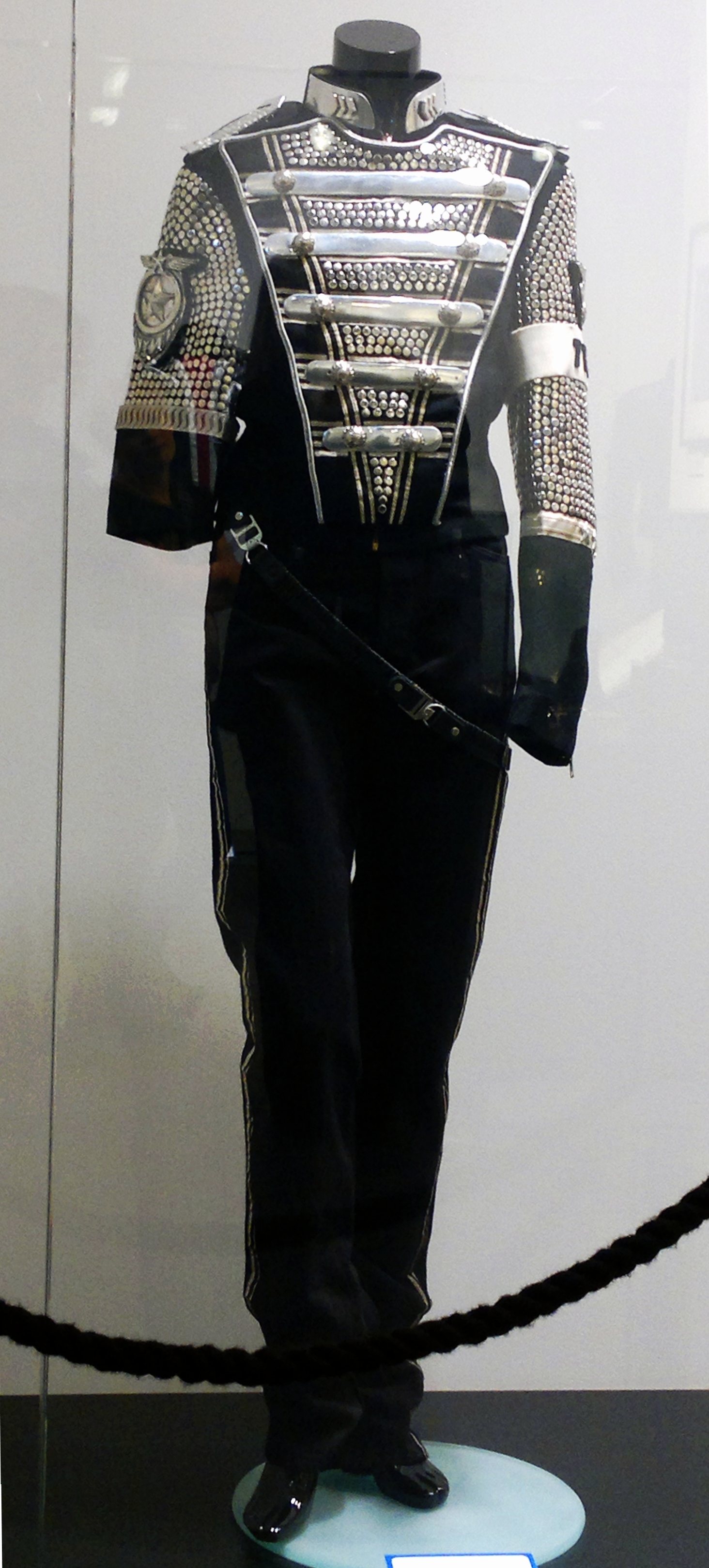
Traje utilizado por Michael Jackson en el vídeo promocional del álbum HIStory.

## Antecedentes
A partir de finales de la década de 1980, Jackson y la prensa sensacionalista tuvieron una relación difícil. En 1986, los tabloides afirmaron que Jackson dormía en una cámara de oxígeno hiperbárico y que había ofrecido comprar los huesos de Joseph Merrick (el «Hombre Elefante»), ambas cosas que él negó vehementemente. Estas historias inspiraron el apodo despectivo de «Wacko Jacko», que Jackson detestaba. Dejó de filtrar falsedades a la prensa, y los medios comenzaron a crear sus propias historias. En 1989, lanzó «Leave Me Alone», una canción sobre la victimización que sentía por parte de la prensa.
En 1993, la relación entre Jackson y la prensa se derrumbó cuando lo acusaron de abuso sexual infantil. Aunque no se le imputaron cargos, fue sometido a un intenso escrutinio mediático mientras se llevaba a cabo la investigación penal. La cobertura mediática incluyó titulares engañosos y sensacionalistas; el pago por historias sobre su presunta actividad delictiva y por material confidencial de la investigación policial; el uso de fotografías poco favorecedoras; y el uso de titulares que implicaban fuertemente su culpabilidad. En 1993, un titular del Daily Express decía: «Estrella en tratamiento por drogas se enfrenta a una vida como fugitivo», mientras que uno del News of the World lo acusaba de ser un fugitivo. Estos tabloides también alegaron falsamente que había viajado a Europa para someterse a una cirugía estética que lo haría irreconocible a su regreso. Ese mismo año, el Daily Mirror organizó un concurso llamado «Encuentra a Jacko», y ofreció a los lectores un viaje a Disney World si lograban predecir correctamente dónde aparecería a continuación. A principios de noviembre de 1993, el presentador de televisión Geraldo Rivera montó un juicio simulado con un jurado compuesto por miembros del público, a pesar de que a Jackson no se le había imputado ningún delito. En 1994, Jackson dijo sobre la cobertura mediática: «Estoy particularmente molesto por el manejo del asunto por parte de los increíbles y terribles medios de comunicación de masas. En cada oportunidad, los medios han diseccionado y manipulado estas acusaciones para llegar a sus propias conclusiones».
Comenzó a tomar analgésicos, Valium, Xanax y Ativan para lidiar con el estrés de las acusaciones. Pocos meses después de que estas se hicieran noticia, dejó de comer. Poco después, su salud se deterioró hasta tal punto que canceló el resto de su gira Dangerous World Tour e ingresó en rehabilitación. Reservó todo el cuarto piso de una clínica y le administraron Valium por vía intravenosa para ayudarlo a dejar los analgésicos.

## Contenido
HIStory fue el primer álbum de estudio de Jackson desde su disco de 1991, Dangerous, y su primer material nuevo después de que lo acusaran de abuso sexual infantil. El álbum se compone de dos discos. El primero, HIStory Begins, es una compilación de canciones de sus álbumes Off the Wall (1979), Thriller (1982), Bad (1987) y Dangerous (1991). El segundo, HIStory Continues, comprende material nuevo grabado entre enero de 1994 y marzo de 1995, aunque una de las canciones (una versión de «Come Together» de los Beatles) se había grabado ya en 1986. Jackson coescribió y coprodujo la mayoría de las nuevas canciones; entre otros escritores se incluyen Jimmy Jam y Terry Lewis, Dallas Austin, The Notorious B.I.G., Bruce Swedien, R. Kelly y René Moore, y entre otros productores se encuentran David Foster y Bill Bottrell. Algunos críticos comentaron sobre el inusual formato de un nuevo álbum de estudio acompañado por una colección de «grandes éxitos». La revista Q dijo: «desde el punto de vista de las nuevas canciones, es como llevar a tu padre a una pelea».
De manera similar a Thriller y Bad, HIStory contiene letras que tratan sobre la paranoia. Varias de las 15 nuevas canciones del álbum se refieren a las acusaciones de abuso sexual infantil presentadas en su contra en 1993 y al maltrato que, según él, percibía por parte de los medios, principalmente los tabloides. Dos de las nuevas pistas son versiones (covers). Los géneros de las canciones abarcan R&B, pop y hip hop, con elementos de hard rock («D.S.») y funk rock («Scream»), además de baladas. Las letras tratan sobre el aislamiento, la codicia, las preocupaciones ambientales y la injusticia. «Scream» es un dueto con la hermana de Jackson, Janet, con letras «escupidas» sobre la injusticia.
La letra de la balada de R&B «You Are Not Alone», escrita por R. Kelly, trata sobre el aislamiento. Dos compositores belgas, los hermanos Eddy y Danny Van Passel, afirmaron haber escrito la melodía en 1993. En septiembre de 2007, un juez belga dictaminó que la canción había sido plagiada a los hermanos Van Passel, y se prohibió su emisión en la radio de Bélgica. «D.S.», una canción de hard rock, tiene una letra sobre un «hombre frío» llamado «Dom S. Sheldon». Los críticos la interpretaron como un ataque al fiscal de distrito Thomas Sneddon, quien había dirigido las investigaciones sobre las acusaciones contra Jackson.
«Money» se interpretó como una canción dirigida a Evan Chandler, el padre del niño que acusó a Jackson de abuso sexual infantil. La letra de «Childhood» trata sobre la infancia del propio Jackson. De manera similar a «Scream», la letra de «They Don't Care About Us» se refiere a la injusticia y al racismo. En «This Time Around», Jackson se afirma a sí mismo como alguien que ha sido «acusado falsamente». La canción incluye un rap del artista invitado The Notorious B.I.G. (también conocido como Biggie Smalls). «Earth Song» fue descrita como una «lenta pieza de blues operístico» y su letra trata sobre preocupaciones ambientales. En HIStory, Jackson también hizo versiones de «Smile» de Charlie Chaplin y de «Come Together» de los Beatles.
«2 Bad» tiene influencias del hip-hop, con un sample de «King of Rock» de Run–D.M.C. y otro verso de rap del artista invitado Shaquille O'Neal. La similitud en la letra y el nombre ha llevado a algunos a considerarla una sucesora espiritual de la canción de Jackson de 1987, «Bad». «Stranger in Moscow» es una balada pop intercalada con sonidos de lluvia, en la que Jackson hace referencia a una «rápida y repentina caída en desgracia». Por su parte, «Tabloid Junkie» es una canción de hard funk con una letra que instruye a los oyentes a no creer todo lo que leen en los medios y los tabloides. La canción que da título al álbum, «HIStory», contenía múltiples samples, incluyendo el discurso «Tengo un sueño» de Martin Luther King Jr. Aunque «HIStory» no se lanzó como sencillo del álbum homónimo, un remix de la canción se incluyó en Blood on the Dance Floor: HIStory in the Mix y se publicó como sencillo en 1997.
Como introducción para «Little Susie», Jackson utilizó su propia variación del «Pie Jesu» del Réquiem de Maurice Duruflé. El arte del álbum que acompaña a la canción se asemeja a la pintura «Beautiful Victim» de Gottfried Helnwein, la cual pudo haber inspirado el tema. Jackson admiraba el trabajo de Helnwein y había comprado algunas de sus pinturas; más tarde, el pintor realizó un retrato de Jackson.

## Controversia

### Acusaciones de antisemitismo
El 15 de junio de 1995, The New York Times afirmó que «They Don't Care About Us» contenía insultos antisemitas en los versos «Jew me, sue me, everybody do me / Kick me, kike me, don't you black or white me» («Judíenme, demándenme, háganmelo todo el mundo / Patéenme, patéenme, no me traten de negro o blanco» en español). En un comunicado, Jackson respondió:
«La idea de que esta letra pueda considerarse ofensiva es extremadamente hiriente para mí y engañosa. La canción, de hecho, trata sobre el dolor del prejuicio y el odio, y es una forma de llamar la atención sobre problemas sociales y políticos. Soy la voz de los acusados y de los atacados. Soy la voz de todos. Soy el cabeza rapada, soy el judío, soy el hombre negro, soy el hombre blanco. No soy yo quien ataca. Trata sobre las injusticias hacia los jóvenes y sobre cómo el sistema puede acusarlos injustamente. Estoy enojado e indignado por haber sido malinterpretado de esta manera».
El mánager y el sello discográfico de Jackson dijeron que la letra se oponía al prejuicio y que había sido sacada de contexto. Al día siguiente, David A. Lehrer y el rabino Marvin Hier, líderes de dos organizaciones judías, declararon que el intento de Jackson de hacer una canción que criticara la discriminación había sido contraproducente. Consideraron que la letra podía ser ambigua y que no era adecuada para el público joven, porque podrían no entender el contexto de la canción. Reconocieron que Jackson tenía buenas intenciones y le sugirieron que escribiera una explicación en el libreto del álbum. En su reseña de HIStory, Jon Pareles de The New York Times escribió que la canción «desmiente todo su catálogo de himnos de hermandad con un estallido de antisemitismo».

El 17 de junio, Jackson prometió que las futuras copias del álbum incluirían una disculpa. El 23 de junio, anunció que modificaría la letra ofensiva en las siguientes ediciones del álbum y reiteró que aceptaba que la canción era ofensiva para algunos. Se informó que «Jew me» y «Kike me» serían sustituidas por «do me» y «strike me»; sin embargo, en lugar de eso, las palabras ofensivas se cubrieron con ruidos fuertes y abstractos que las ahogaban. Los remixes de la canción que se lanzaron posteriormente utilizan en su lugar palabras repetidas (la frase «Jew me, sue me» se reemplazó por «Sue me, sue me»). En ediciones posteriores del álbum se incluyó una disculpa:
«Ha habido mucha controversia sobre mi canción, «They Don't Care About Us». Mi intención con esta canción era decir 'No' al racismo, al antisemitismo y a los estereotipos. Desafortunadamente, mi elección de palabras puede haber herido sin querer a las mismas personas con las que quería solidarizarme. Solo quiero que todos sepan cuán fuertemente estoy comprometido con la tolerancia, la paz y el amor, y pido disculpas a cualquiera que pueda haber sido herido». — Michael Jackson
Spike Lee defendió el uso de la palabra por parte de Jackson y mencionó la doble moral de los medios de comunicación: «Mientras The New York Times denunciaba el uso de insultos raciales en «They Don't Care About Us», guardó silencio sobre otros insultos raciales en el álbum. The Notorious B.I.G. dice 'nigga' en «This Time Around», otra canción del álbum HIStory, pero eso no atrajo la atención de los medios, como tampoco lo hizo, muchos años antes, el uso de la palabra 'nigger' en las letras de John Lennon».

## Videos musicales
Los videos musicales de HIStory mostraban diferentes temas y elementos; algunos de ellos fomentaban la conciencia sobre la pobreza y tuvieron un efecto positivo en sus lugares de rodaje. Spike Lee dirigió el video promocional de «They Don't Care About Us»; Jackson dijo que Lee eligió dirigirlo porque la canción «tiene un filo, y Spike Lee se me había acercado. Es una canción de conciencia pública y de eso es de lo que él se ocupa. Es una especie de canción de protesta... y creo que era perfecto para ella». Jackson también colaboró con 200 miembros del grupo cultural Olodum, quienes tocaron en el video. El interés mediático resultante expuso a Olodum a 140 países, lo que les dio fama mundial y aumentó su prestigio en Brasil. Lúcia Nagib, de The New Brazilian Cinema, dijo sobre el video:
«Cuando Michael Jackson decidió rodar su nuevo video musical en una favela de Río de Janeiro... utilizó a la gente de la favela como extras en un superespectáculo visual... Al mismo tiempo, hay un atractivo vagamente político ahí... El aspecto interesante de la estrategia de Michael Jackson es la eficiencia con la que da visibilidad a la pobreza y a los problemas sociales en países como Brasil sin recurrir al discurso político tradicional. El aspecto problemático es que no conlleva una intervención real en esa pobreza».
En 2009, Billboard describió la zona como «ahora un modelo de desarrollo social» y afirmó que la influencia de Jackson fue parcialmente responsable de esta mejora. Por primera vez en su carrera, Jackson hizo un segundo video musical para un mismo sencillo. Esta segunda versión se filmó en una prisión con compañeros de celda; el video muestra a Jackson esposado y contiene imágenes reales de policías atacando a afroamericanos, del Ku Klux Klan, de genocidios, ejecuciones y otros abusos de los derechos humanos. El video musical de Jackson para «Earth Song» recibió elogios por su reconocimiento ambiental. En 1995, recibió un Premio Genesis en la categoría Doris Day Music Award, que se otorga cada año por la sensibilidad hacia los animales. En 2008, un escritor para el Nigeria Exchange dijo que ««Earth Song» llamó la atención del mundo sobre la degradación y la bastardización de la tierra como consecuencia de diversas actividades humanas».
Otros dos videos musicales de HIStory han sido influyentes. El de «Stranger In Moscow» influyó en la campaña publicitaria del Trofeo de Campeones del Consejo Internacional de Críquet de 2004, la cual presentó «una serie de anuncios exteriores inteligentes y un elegante anuncio de televisión». El anuncio televisivo se inspiró en el video, donde «la doncella de negro chapotea bajo la lluvia, con niños jugando al críquet para hacerle compañía». Por su parte, «Scream» fue una influencia creativa en otros videos musicales como «No Scrubs» (1999) de TLC. Esta influencia también estuvo presente en el lanzamiento de 2008 de «Shawty Get Loose» de la rapera Lil Mama.

## Promoción

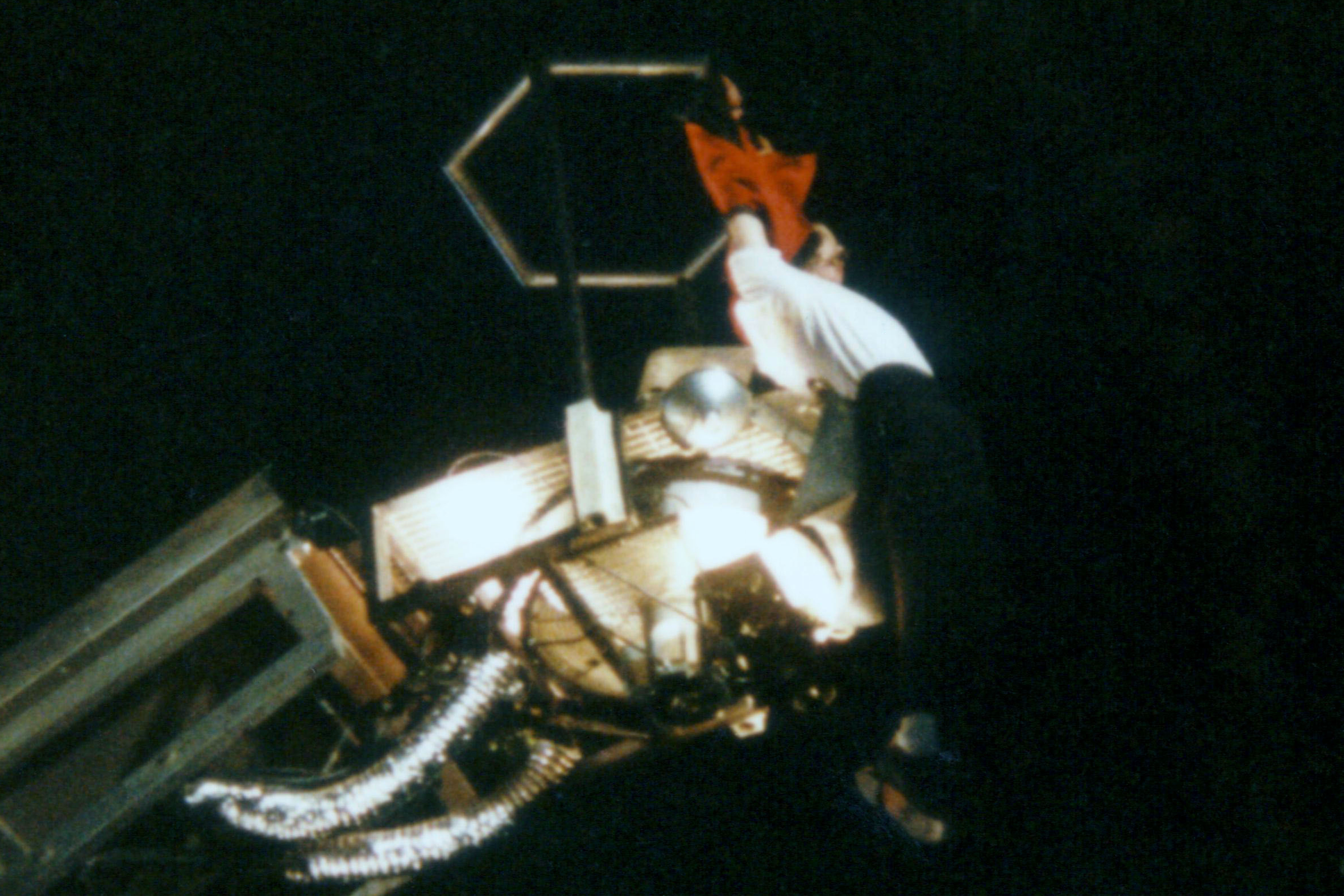
Jackson interpretando «Earth Song» el 20 de junio de 1997 en Lausana, Suiza, durante la gira mundial HIStory. Durante la actuación, Jackson estuvo colgado del borde de una grúa.

Sony Music gastó 30 millones de dólares para promocionar el álbum, en una de las campañas más caras de la historia para un disco. Esperaban que el álbum generara ocho o más sencillos y vendiera 20 millones de copias en todo el mundo. HIStory se lanzó simultáneamente en seis formatos: disco de vinilo, disco compacto, casete, VHS, LaserDisc y MiniDisc. La prensa musical estaba expectante por ver qué tan bien se vendería. Un analista de SoundScan expresó la opinión de que los medios estaban desconectados del público en lo que respectaba a Jackson; al público le gustaba, mientras que a la prensa no. Creía que los «detractores» en los medios de comunicación se sorprenderían con la recepción comercial.
Durante este período, Jackson hizo una serie de apariciones públicas, siendo la primera vez que se enfrentaba al ojo público tras las acusaciones. El 14 de junio de 1995, Diane Sawyer lo entrevistó junto a su entonces esposa, Lisa Marie Presley, para un especial de televisión. El programa fue visto por 60 millones de personas en Estados Unidos y 500 millones en todo el mundo, pero recibió críticas mixtas. El 7 de septiembre de 1995, Jackson abrió los MTV Video Music Awards con un popurrí de 15 minutos.
«This Time Around» y «Smile» se lanzaron como sencillos promocionales en diciembre de 1995 y diciembre de 1997, respectivamente. Debido a la falta de difusión en la radio, «Smile» no entró en ninguna lista de éxitos musicales del mundo hasta 2009. Por su parte, «This Time Around» se lanzó como un sencillo exclusivo para la radio en Estados Unidos en diciembre de 1995. La canción alcanzó el puesto número 23 en la lista Billboard Hot R&B Singles y el número 18 en la lista Billboard Hot Dance Music/Club Play, únicamente gracias a su difusión radial.
Para promocionar el álbum, Jackson se embarcó en la gira HIStory World Tour, que recaudó 165 millones de dólares (equivalente a 268 millones de dólares en 2019). Fue su tercera y última gira de conciertos como solista. La gira, que comenzó en Praga, República Checa, el 7 de septiembre de 1996, atrajo a más de 4.5 millones de fans de 58 ciudades en 35 países. La asistencia promedio a los conciertos fue de 54 878 personas y la gira constó de 82 fechas. Jackson no ofreció conciertos en Estados Unidos, a excepción de dos en enero de 1997 en Hawái, en el Aloha Stadium, ante un público de 35 000 personas en cada uno; fue el primer artista en agotar las entradas del estadio. Los asientos VIP costaban, en promedio, 200 dólares por persona. Cada concierto duraba aproximadamente dos horas y diez minutos y la gira concluyó en Durban, Sudáfrica, el 15 de octubre de 1997.
La portada del álbum muestra una escultura de 10 pies (unos 3 metros) de Jackson en una pose «de guerrero», creada en 1994 por Diana Walczak. Para promocionar la gira, Epic colocó diez réplicas de 30 pies (unos 9 metros) de la estatua en lugares de todo el mundo, incluyendo el río Támesis en Londres, la Alexanderplatz en Berlín, Eindhoven en los Países Bajos y el pedestal del destruido Monumento a Stalin en Praga. Un equipo de 30 personas construyó las estatuas a lo largo de tres meses; estaban hechas de acero y fibra de vidrio y pesaban alrededor de 20 000 libras (unos 9 000 kg) cada una. Otra estatua, construida con madera y yeso, se colocó en la tienda Tower Records de Los Ángeles. En 2016, la estatua original se instaló en el casino Mandalay Bay de Las Vegas.

## Sencillos

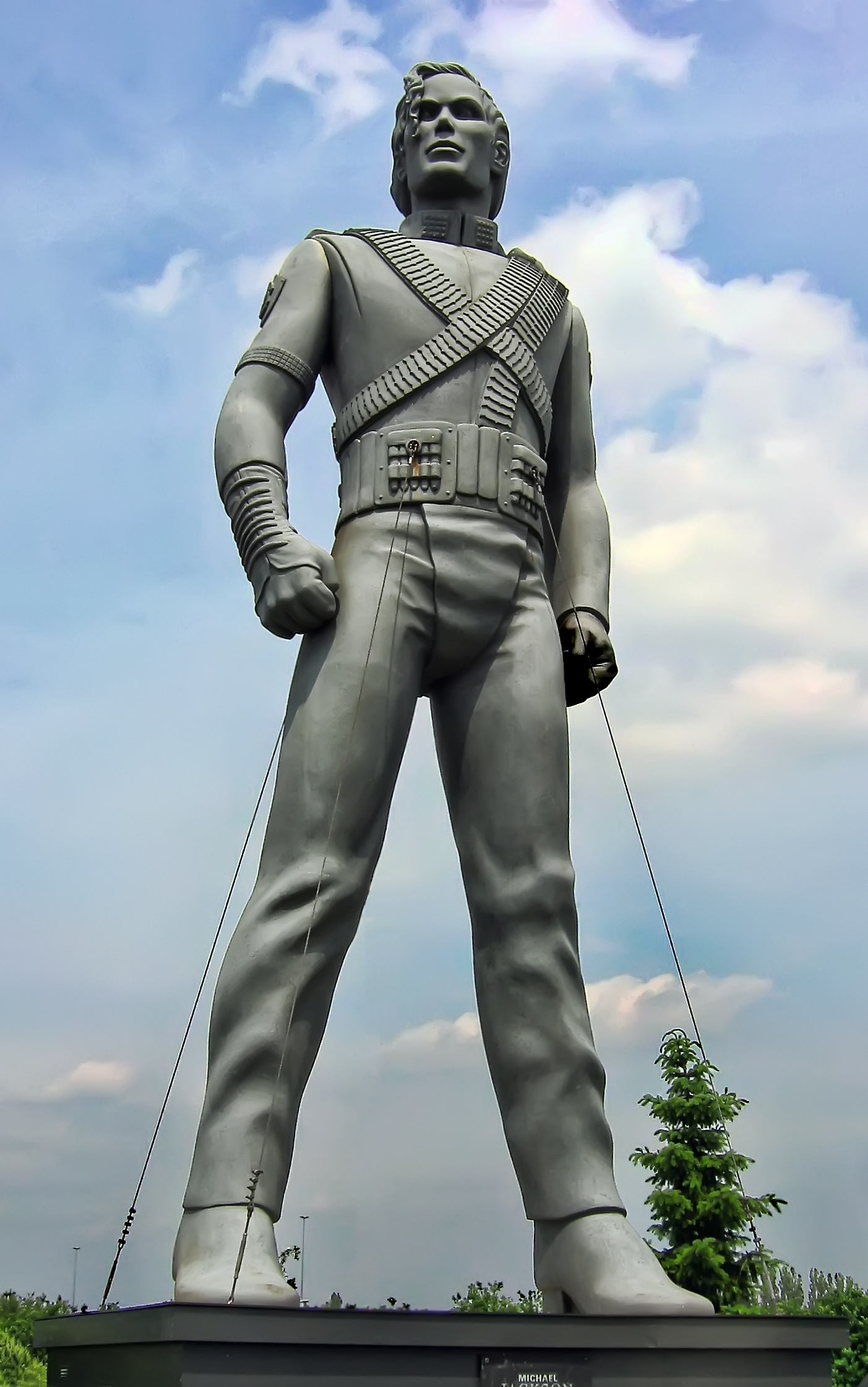
Una de varias estatuas de 30 pies (9 metros aprox.) colocadas en toda Europa para promover el HIStory World Tour

De HIStory se lanzaron cinco sencillos. El primero fue «Scream»/«Childhood», publicado en mayo de 1995. Jackson y su hermana Janet cantaron e interpretaron «Scream». El sencillo tuvo el mejor debut de la historia en el número cinco —posición en la que alcanzó su punto máximo— en el Billboard Hot 100. La canción recibió una nominación al Grammy por mejor colaboración vocal de pop. El video musical de «Scream» es uno de los más aclamados por la crítica en la carrera de Jackson y recibió numerosos premios. Con un presupuesto de producción de 9 millones de dólares, es el video musical más caro jamás realizado hasta 2025.
«You Are Not Alone» fue el segundo sencillo. Tras debutar en el número uno del Billboard Hot 100 el 2 de septiembre de 1995, se convirtió en la primera canción en la historia de la lista en debutar en esa posición, con lo que superó el récord que ostentaba previamente el sencillo «Scream». «You Are Not Alone» se lanzó en agosto del mismo año y encabezó las listas de éxitos en varios mercados internacionales, incluido el Reino Unido, Francia y España. Se consideró la canción un gran éxito artístico y comercial.
El tercer sencillo, «Earth Song», se lanzó en noviembre, aunque no entró en la lista Billboard 100 de Estados Unidos. A nivel internacional, la canción encabezó las listas de cuatro países y se posicionó entre los diez primeros en otras nueve naciones. En el Reino Unido, encabezó la lista de sencillos durante seis semanas en la Navidad de 1995 y vendió un millón de copias en el país. Con esto se convirtió en el sencillo más exitoso de Jackson en ese territorio y superó el éxito de «Billie Jean».
«They Don't Care About Us» fue el cuarto sencillo. Alcanzó el puesto número treinta en el Billboard 100 y se posicionó entre los diez primeros de las listas Hot Dance Music y Hot R&B Singles de Billboard. A la canción le fue mejor en otros países en comparación con Estados Unidos, y logró posicionarse entre los diez primeros en catorce de ellos. Encabezó la lista de sencillos de Alemania durante tres semanas, mientras que alcanzó el número dos en España, el número tres en Austria, Suecia y Suiza, y el número cuatro en Francia, el Reino Unido y los Países Bajos.
«Stranger in Moscow» se lanzó como el quinto y último sencillo en noviembre de 1996. La canción fue bien recibida por la crítica. En Estados Unidos, alcanzó el puesto noventa y uno en el Billboard Hot 100. Fuera del país, fue un éxito: encabezó las listas en España e Italia y se situó entre los diez primeros en el Reino Unido, Suiza y Nueva Zelanda, entre otros.
«This Time Around» se lanzó como sencillo promocional en Estados Unidos el 26 de diciembre de 1995, con un rap del artista invitado The Notorious B.I.G. En las copias de este sencillo se promocionaron intensamente los eslóganes para un especial de HBO de diciembre de 1995, pero el especial se canceló después de que Jackson enfermara. «Smile» también se publicó como otro sencillo promocional, aunque originalmente estaba previsto que fuera el último sencillo del álbum y que se lanzara en formato de CD y 12 pulgadas el 28 de diciembre de 1997. Sin embargo, el lanzamiento se canceló y solo se enviaron unas pocas copias promocionales para su difusión en la radio.

## Recepción

### Comercial
HIStory debutó en el número uno de las listas Billboard 200 y Top R&B/Hip-Hop Albums, con ventas de más de 391 000 copias en su primera semana. En su segunda semana, el álbum se mantuvo en la cima con 263 000 copias vendidas, lo que representó un descenso del 33%. En la tercera, descendió al número 2 con 142 000 copias vendidas, una caída del 46%. Sin embargo, el álbum solo pasó seis semanas en el top 10 y vendió más de un millón de copias en total. La controversia en torno al álbum surgió cuando Jackson tuvo que volver a grabar parte de la letra de «They Don't Care About Us» tras ser acusado de antisemitismo, y también cuando el colaborador R. Kelly fue acusado de plagiar otra de las canciones, «You Are Not Alone», lo que llevó a su prohibición en la radio belga.
Según SoundScan, para marzo de 1998, el álbum había vendido más de 2.2 millones de unidades. La misma fuente indica que el disco no alcanzó las expectativas de muchos observadores. Además, había vendido 730 000 copias a través del club de música BMG para febrero de 2003. La Recording Industry Association of America (RIAA) certificó el álbum como ocho veces platino el 23 de agosto de 2018 en Estados Unidos. Debido a que HIStory es un álbum de doble disco, sus CD se cuentan por separado para fines de certificación. Esto significa que el álbum alcanzó el estatus de platino en Estados Unidos después de que se distribuyeran 500 000 copias, no un millón.
Sin embargo, el álbum fue un éxito masivo en otros países. En Europa, antes de su lanzamiento, se distribuyeron tres millones de copias, lo que rompió récords como el álbum con más unidades distribuidas de la historia. La Federación Internacional de la Industria Fonográfica (IFPI) certificó HIStory como seis veces platino, lo que denota seis millones de unidades distribuidas en el continente, incluidas 1.5 millones en Alemania y 1.2 millones en el Reino Unido. En este último, el álbum debutó en el número uno y vendió 100 000 copias en solo dos días. La BPI lo certificó 4 veces platino y, finalmente, vendió 1.6 millones de copias en el país. En Australia, un pedido anticipado de 130 000 copias fue el envío inicial más grande en la historia de Sony Australia. En los primeros dos días, vendió 30 000 unidades en España y 75 000 en Italia. En España, HIStory fue el 20º álbum más vendido de 1995 y el 12º álbum más vendido de un artista extranjero. En Chile, encabezó las listas de éxitos y rompió todos los récords de ventas del país al vender 25 000 unidades en las 72 horas posteriores a su lanzamiento. En Colombia, se distribuyeron 150 000 copias (300 000 unidades equivalentes). Para noviembre de 1996, el álbum había alcanzado los 11 millones de copias vendidas en todo el mundo. Según Sony, para finales de ese año, se estaban distribuyendo hasta 100 000 copias semanales.
HIStory: Past, Present and Future, Book I ha vendido más de 20 millones de copias a nivel mundial, lo que lo convierte simultáneamente en uno de los lanzamientos de varios discos más vendidos y en uno de los álbumes más vendidos de todos los tiempos. El disco de grandes éxitos se reeditó como un solo volumen el 13 de noviembre de 2001, bajo el título Greatest Hits: HIStory, Volume I, y para 2010 ya había vendido cuatro millones de copias. El segundo disco se lanzó por separado en algunos países europeos en 2011.

### Crítica
HIStory recibió críticas positivas. En una reseña entusiasta, Jon Pareles de The New-York Times elogió HIStory Continues como «meticuloso, suntuoso y musicalmente ingenioso». Por su parte, James Hunter de Rolling Stone le otorgó cuatro de cinco estrellas, y consideró que el álbum «se despliega en la respuesta indignada de Jackson a todo lo que ha enfrentado en el último año aproximadamente». Describió «This Time Around» como un «tema explosivo» listo para ser remezclado, y calificó «Scream» y «Tabloid Junkie» de «audaces». Según el mismo crítico, «Earth Song» tenía «sentimientos nobles» y sonaba «principalmente como una pieza de exhibición», aunque sintió que HIStory Continues era un «segundo capítulo extraño y sin encanto» en comparación con los éxitos anteriores del artista. Fred Shuster del Daily News of Los Angeles describió «This Time Around», «Money» y «D.S.» como «magníficas porciones de funk orgánico que alimentarán muchas de las pistas de baile más concurridas del verano». En una línea similar, Chris Willman de Los Angeles Times también destacó «This Time Around», calificándola como una «pista contundente, impulsada por una guitarra rítmica» y una de las canciones más sobresalientes del álbum.
Jim Farber del New York Daily News ofreció una crítica mixta y criticó el material nuevo por tener demasiadas melodías y arreglos que suenan como «versiones barajadas» de canciones de los tres álbumes anteriores de Jackson. Por su parte, Stephen Thomas Erlewine de AllMusic le dio a HIStory tres de cinco estrellas y comentó que era un «logro monumental» del ego del artista. Señaló que, si bien el CD HIStory Begins contiene «parte de la mejor música en la historia del pop», deja fuera algunos éxitos como «Say Say Say» y «Dirty Diana», aunque añadió que «está lleno de suficiente material de primera para ser completamente embriagador». Sobre HIStory Continues, observó que es «fácilmente el álbum más personal que Jackson ha grabado» y que sus letras, al hacer referencia a las acusaciones de abuso, crean una «densa atmósfera de paranoia». A pesar de citar «You Are Not Alone» y «Scream» como «pop bien elaborado que se cuenta entre su mejor material», concluyó que «sin embargo, HIStory Continues se erige como su álbum más débil desde mediados de los 70». De manera similar, David Browne de Entertainment Weekly le dio al disco HIStory Begins una calificación de «A−», pero al material nuevo una «C−», lo que «resulta en una B» para el álbum completo. Browne comentó que la música «rara vez parece transportarlo a él (y por lo tanto a nosotros) a un plano superior».

### Premios
HIStory recibió seis nominaciones a los Premios Grammy en las ceremonias de 1996 y 1997, respectivamente, y ganó uno. «You Are Not Alone» estuvo nominada a Mejor interpretación vocal pop masculina y a Canción del año. «Scream» recibió una nominación a Mejor colaboración vocal de pop y ganó el premio a Mejor video musical - formato corto; por su parte, «Earth Song» fue nominada a este mismo galardón al año siguiente. El álbum en sí estuvo nominado a Álbum del año. En los MTV Video Music Awards de 1995, «Scream» recibió diez nominaciones y ganó en tres categorías. En 1998, el álbum se posicionó en el número 96 en la lista Music of the Millennium de la BBC, una selección de 100 álbumes elegidos por los espectadores de Channel 4, los lectores de The Guardian y los clientes de HMV como los mejores del milenio.

## Lista de canciones
| Disco 1: HIStory Begins |                                                                    |                                                |                                |          |  |
| N.º                     | Título                                                             | Escritor(es)                                   | Productor(es)                  | Duración |  |
| 1.                      | «Billie Jean» (de Thriller, 1982)                                  | Michael Jackson                                | Quincy Jones, Michael Jackson  | 4:54     |  |
| 2.                      | «The Way You Make Me Feel» (de Bad, 1987)                          | Michael Jackson                                | Quincy Jones, Michael Jackson  | 4:58     |  |
| 3.                      | «Black or White» (de Dangerous, 1991)                              | Michael Jackson, Bill Bottrell (letras de rap) | Michael Jackson, Bill Bottrell | 4:16     |  |
| 4.                      | «Rock with You» (de Off the Wall, 1979)                            | Rod Temperton                                  | Quincy Jones                   | 3:40     |  |
| 5.                      | «She's Out of My Life» (de Off the Wall, 1979)                     | Tom Bahler                                     | Quincy Jones                   | 3:38     |  |
| 6.                      | «Bad» (de Bad, 1987)                                               | Michael Jackson                                | Quincy Jones, Michael Jackson  | 4:07     |  |
| 7.                      | «I Just Can't Stop Loving You» (con Siedah Garrett) (de Bad, 1987) | Michael Jackson                                | Quincy Jones, Michael Jackson  | 4:13     |  |
| 8.                      | «Man in the Mirror» (de Bad, 1987)                                 | Siedah Garrett, Glen Ballard                   | Quincy Jones, Michael Jackson  | 5:19     |  |
| 9.                      | «Thriller» (de Thriller, 1982)                                     | Rod Temperton                                  | Quincy Jones                   | 5:58     |  |
| 10.                     | «Beat It» (de Thriller, 1982)                                      | Michael Jackson                                | Quincy Jones, Michael Jackson  | 4:18     |  |
| 11.                     | «The Girl Is Mine» (con Paul McCartney) (de Thriller, 1982)        | Michael Jackson                                | Quincy Jones, Michael Jackson  | 3:42     |  |
| 12.                     | «Remember the Time» (de Dangerous, 1991)                           | Michael Jackson, Teddy Riley, Bernard Belle    | Michael Jackson, Teddy Riley   | 4:00     |  |
| 13.                     | «Don't Stop 'Til You Get Enough» (de Off the Wall, 1979)           | Michael Jackson                                | Quincy Jones, Michael Jackson  | 6:06     |  |
| 14.                     | «Wanna Be Startin' Somethin'» (de Thriller, 1982)                  | Michael Jackson                                | Quincy Jones, Michael Jackson  | 6:03     |  |
| 15.                     | «Heal the World» (de Dangerous, 1991)                              | Michael Jackson                                | Michael Jackson, Bruce Swedien | 6:25     |  |

| Disco 2: HIStory Continues |                                               |                                                                                                |                                                                    |          |  |
| N.º                        | Título                                        | Escritor(es)                                                                                   | Productor(es)                                                      | Duración |  |
| 1.                         | «Scream» (con Janet Jackson)                  | Michael Jackson, Janet Jackson, James Harris III, Terry Lewis                                  | Michael Jackson, Janet Jackson, Jimmy Jam, Terry Lewis             | 4:38     |  |
| 2.                         | «They Don't Care About Us»                    | Michael Jackson                                                                                | Michael Jackson                                                    | 4:44     |  |
| 3.                         | «Stranger in Moscow»                          | Michael Jackson                                                                                | Michael Jackson                                                    | 5:44     |  |
| 4.                         | «This Time Around» (con The Notorious B.I.G.) | Michael Jackson, Dallas Austin, Bruce Swedien, René Moore, Christopher Wallace (letras de rap) | Michael Jackson, Dallas Austin, Bruce Swedien, René Moore          | 4:21     |  |
| 5.                         | «Earth Song»                                  | Michael Jackson                                                                                | Michael Jackson, David Foster, Bill Bottrell                       | 6:48     |  |
| 6.                         | «D.S.»                                        | Michael Jackson                                                                                | Michael Jackson                                                    | 4:49     |  |
| 7.                         | «Money»                                       | Michael Jackson                                                                                | Michael Jackson                                                    | 4:42     |  |
| 8.                         | «Come Together»                               | John Lennon, Paul McCartney                                                                    | Michael Jackson, Bill Bottrell                                     | 4:03     |  |
| 9.                         | «You Are Not Alone»                           | R. Kelly                                                                                       | Michael Jackson, R. Kelly                                          | 5:45     |  |
| 10.                        | «Childhood» (Tema de Free Willy 2)            | Michael Jackson                                                                                | Michael Jackson, David Foster                                      | 4:28     |  |
| 11.                        | «Tabloid Junkie»                              | Michael Jackson, James Harris III, Terry Lewis                                                 | Michael Jackson, Jimmy Jam, Terry Lewis                            | 4:33     |  |
| 12.                        | «2 Bad» (con Shaquille O'Neal)                | Michael Jackson, Bruce Swedien, René Moore, Dallas Austin                                      | Michael Jackson, Jimmy Jam, Terry Lewis, Bruce Swedien, René Moore | 4:50     |  |
| 13.                        | «HIStory»                                     | Michael Jackson, James Harris III, Terry Lewis                                                 | Michael Jackson, Jimmy Jam, Terry Lewis                            | 6:38     |  |
| 14.                        | «Little Susie»                                | Michael Jackson                                                                                | Michael Jackson                                                    | 6:15     |  |
| 15.                        | «Smile»                                       | Charlie Chaplin, John Turner, Geoffrey Parsons                                                 | Michael Jackson, David Foster                                      | 4:56     |  |

## Personal
Adaptado de las notas del álbum y AllMusic.
| - Gary Adante – teclado, sintetizador - Yannick Allain – equipo - Trini Alvarez Jr. – asistente de ingeniería - Maxi Anderson – conductor de coros - Rob Arbitter – teclado, sintetizador - Ryan Arnold – asistente de ingeniería - Gloria Augustus – coros - Dallas Austin – arreglista, teclado, productor, sintetizador - John Bahler – arreglo vocal, coros - John Bahler Singers – coros - Tom Bahler – sinclavio - Bettye Bailey – equipo - Glen Ballard – teclado, arreglos rítmicos, sintetizador, arreglos de sintetizador - Brian Banks – teclado, sintetizador, programación de sintetizador - John Barnes – teclado, piano, sintetizador, arreglos vocales - Elmer Bernstein – conductor, arreglos orquestales - Emily Bernstein – orquestación - Tony Duino Black – asistente de ingeniería - Michael Boddicker – conductor de coro, teclado, programación, diseño de sonido, sintetizador, programación de sintetizador - Bill Bottrell – batería, ingeniería, guitarrara, teclado, mezcla, percusión, productor, sintetizador - Jeff Bova – programación, programación de sintetizador - Crystal Bowers – asistente ejecutivo - Boyz II Men – artista invitado, coros - Miko Brando – equipo - Bobby Brooks – batería, ingeniería, percusión, programación, diseño de sonido, programación de sintetizador - Ollie E. Brown – percusión - Chauna Bryant – coro infantil, coro - Rodger Bumpass – coros, voz en off - Brad Buxer – arreglista, teclado, orquestación, percusión, piano, programación, arreglista de secuenciamiento, efectos de sonido, paisaje sonoro, sintetizador, programación de sintetizador - Caleena Campbell – coro infantil, coro - Bruce Cannon – efectos, efectos especiales - Larry Carlton – guitarrara - Reeve Carney – coro infantil, coro - Reagans Carter – portada, fotografía - Lafayette Carthon – teclado, sintetizador - Jim Champagne – asistente de ingeniería - Leon "Ndugu" Chancler – batería - Charlie Chaplin – homenajeado - Rosemary Chavira – equipo - Wayne Cobham – programación de sintetizador - Lester Cohen – portada, fotografía - David Coleman – dirección de arte - Funkmaster Flex – tocadiscos - Jesse Corti – coros, voz en off - Richard Cottrell – ingeniería - Andraé Crouch – arreglos vocales, coros - The Andraé Crouch Singers – coros - Sandra Crouch – coros - Christopher Currell – guitarrara, percusión, arreglos rítmicos, sinclavio - Paulinho Da Costa – percusión - Rick Dasher – asistente de ingeniería - Eddie DeLena – ingeniería, mezcla - Jeff DeMorris – asistente de ingeniería - Carol Dennis – coros - Carolyn Dennis – coros - Nancy Donald – dirección de arte - Nathan East – bajo - Sheila E. – percusión - Bill Easystone – asistente de ingeniería - Felipe Elgueta – ingeniería - Sam Emerson – portada, fotografía - Jonathan Exley – portada, fotografía - Ashley Farrell – voz en off - Steve Ferrone – batería, percusión - Angela Fisher – coro infantil, coro - Matt Forger – ingeniería, efectos de sonido, paisaje sonoro, director técnico - David Foster – teclado, arreglos orquestales, piano, productor, sintetizador, arreglos de sintetizador - Jania Foxworth – coro infantil, coro - Simon Franglen – batería, teclado, percusión, programación, programación de sinclavio, sintetizador, programación de sintetizador - Leah Frazier – solista - Harrison Funk – portada, fotografía - Eric Gale – guitarra - Gus Garces – asistente de ingeniería - Siedah Garrett – dúo, artista invitado, intérprete, artista principal, armonía vocal - Humberto Gatica – ingeniería - Peter Germansen – asistente de ingeniería - Douglas Getschall – programación de baterías, programación - Kevin Gilbert – ingeniería, programación de sintetizador - Jim Gilstrap – coros - Nate Giorgio – portada, fotografía - Carl Glanville – asistente de ingeniería - Greg Gorman – portada, fotografía - Jackie Gouché – coros - Geoff Grace – orquestación - Crystal Grant – coro infantil - Gary Grant – fliscorno, corno, trumpeta - Nikisha Grier – coro infantil, coro - Doug Grigsby – bajo - Bernie Grundman – masterización - Stephanie Gylden – asistente de ingeniería - Omar Hakim – batería, percusión - Natalia Harris – coro infantil - Amy Hartman – equipo - Gary Hearne – equipo - Richard Heath – percusión - Gorrfried Helnwein – portada, fotografía - Marlo Henderson – guitarra - Jerry Hey – conductor, fliscorno, corno, arreglos de corno, arreglos de cuerdas, arreglos de sintetizador, trumpeta - Steve Hodge – ingeniería, mezcla - Rob Hoffman – asistente de ingeniería, ingeniería, guitarra, programación, programación de sintetizador - Jean Marie Horvat – ingeniería - Rhonda Hoskins – coro infantil - How Now Brown Cow – percusión - Dann Huff – guitarra - Bunny Hull – coros - Kim Hutchcroft – flauta, corno, saxofón - James Ingram – coros - Crystal Jackson – coro infantil, coro - Janet Jackson – voces a dúo, productor, arreglos vocales, coros - Michael Jackson – arreglista, director, batería, productor ejecutivo, guitarra, arreglos de corno, arreglos de teclado, teclado, notas del álbum, percusión, artista principal, productor, arreglos rítmicos, arreglista de secuenciamiento, arreglos de cuerdas, sintetizador, arreglos de sintetizador, arreglos vocales, voz, coros - Paul Jackson Jr. – guitarra - Randy Jackson – percusión - Terry Jackson – bajo - Jimmy Jam – arreglista, programación de batería, batería, teclado, percusión, productor, programación, sintetizador, sintetizador de bajo, programación de sintetizador, arreglos vocales - Mortonette Jenkins – coros - Augie Johnson – coros - Craig Johnson – asistente técnico del director, ingeniería, director técnico - Kandy Johnson – coro infantil, coro - Kimberly Johnson – coro infantil, coro - Louis Johnson – bajo - Marcus Johnson – equipo - Brian Jones – coro infantil, coro - Caryn Jones – coro infantil - Quincy Jones – productor, arreglos rítmicos, arreglos de sintetizador, arreglos vocales - Nathan Kaproff – orchestral coordinator - Suzie Katayama – conductor - R. Kelly – arreglista, teclado, productor, sintetizador, coros - Jacqueline Kennedy – notas del álbum - Randy Kerber – teclado, sintetizador - Donn Landee – ingeniería - Christa Larson – coros - Julie Last – asistente de ingeniería - Annie Leibovitz – portada, fotografía | - Jen Leigh – guitarra - Jesse Levy – orchestral coordinator - Terry Lewis – arreglista, programación de batería, batería, teclado, percusión, productor, programación, sintetizador, sintetizador de bajo, programación de sintetizador, arreglos vocales - Becky Lopez – coros - Bryan Loren – batería, percusión, sintetizador de bajo, coros - Ron Lowe – asistente de ingeniería - L.T.B. – rap, voz en off - Jeremy Lubbock – arreglista, conductor - Steve Lukather – bajo, guitarra - Jonathan Mackey – piano - Brian Malouf – ingeniería - Johnny Mandel – arreglista, arreglos de cuerdas - Gregg Mangiafico – programación, programación de sintetizador - Maurice La Marche – voz en off - Glen Marchese – asistente de ingeniería - Anthony Marinelli – programación de sintetizador - Gregory Martin – coros, voz en off - Jasun Martz – teclado, sintetizador - Harry Maslin – ingeniería - Anna Mathias – coros, voz en off - Coi Mattison – coro infantil - Paul McCartney – voces a dúo, armonía vocal - Michael McCary – coros - Linda McCrary – coros - Andres McKenzie – voz en off - Dawn McMillan – voz en off - Paulette McWilliams – coros - Daniel Medvedev – narrador - Jason Miles – programación, programación de sintetizador - Jeff Mirinov – guitarra - Peter Mokran – programación de batería, ingeniería, programación, programación de sintetizador - Nathan Morris – coros - Wanya Morris – coros - Wayne Nagin – equipo - Carl Nappa – asistente de ingeniería - David Nordahl – portada, fotografía - The Notorious B.I.G. – artista invitado, rap - David Nottingham – asistente de ingeniería - Shaquille O'Neal – artista invitado, rap - Gary Olazabal – ingeniería - Claudio Ordenes – ingeniería - David Paich – bajo, teclado, piano, arreglos rítmicos, sintetizador, arreglos de sintetizador - Marty Paich – conductor, arreglos orquestales - Chris Palmaro – programación de sintetizador - Dean Parks – guitarra - Paul Peabody – solista, violin - Wayne Pedzwater – bajo - Greg Phillinganes – guardabarros rhodes, teclado, arreglos rítmicos, sintetizador, sintetizador de bajo - Tim Pierce – guitarra - Scott Pittinsky – diseño de sonido, programación de sintetizador - Jeff Porcaro – batería - Steve Porcaro – teclado, realizaciones orquestales, programación, sintetizador, programación de sintetizador - Crystal Pounds – coro infantil, coro - Guy Pratt – bajo - Markita Prescott – solista - Vincent Price – rap - Phil Proctor – coros - Phillip G. Proctor – voz en off - Trevor Rabin – guitarra - Ronald Reagan – autor de la cita - William Frank «Bill» Reichenbach Jr. – corno, trombón - Rene – batería, teclado, percusión, productor, sintetizador - Seth Riggs – consultor vocal - Teddy Riley – ingeniería, teclado, mezcla, productor, arreglos rítmicos, sintetizador, arreglos de sintetizador - Chris Roberts – asistente de ingeniería - John Robinson – batería - Nile Rodgers – guitarra - Matthew Rolston – portada, fotografía - Bill Ross – conductor, arreglos orquestales - Darryl Ross – diseño de sonido, programación de sintetizador - William Ross – conductor - Keith Rouster – bajo - Thom Russo – director técnico - Grace Rwaramba – equipo - Annette Sanders – conductor de coro - Andrew Scheps – programación de batería, ingeniería, programación, efectos de sonido, paisaje sonoro, programación de sinclavio, programación de sintetizador - Arnie Schulze – programación, programación de sintetizador - Seawind cornos – corno - Jamie Seyberth – asistente de ingeniería - Scott "House" Shaffer – equipo - Joshua Shapera – asistente de ingeniería - Alan Shearman – coros, voz en off - Rick Sheppard – programación, programación de sintetizador - Susan Silo – voz en off - Slash – artista invitado, guitarra - Greg Smith – teclado, sintetizador - Jimmy Smith – hammond b3, órgano (hammond), solista - Rachel Smith – coordinación de producción - Steven Spielberg – notas del álbum - Tracy Spindler – coro infantil, coro - Brandi Stewart – coro infantil, coro - Shawn Stockman – coros - Brad Sundberg – ingeniería, mezcla, director técnico - Gabriel Sutter – asistente de ingeniería - Bruce Swedien – arreglista, batería, effects, ingeniería, notas del álbum, mezcla, percusión, productor, efectos de sonido, paisaje sonoro, efectos especiales - Roberta Swedien – diseño de sonido, programación de sintetizador - Evvy Tavasci – asistente, administrador ejecutivo - Elizabeth Taylor – notas del álbum, autor de la cita - Jeff Taylor – asistente de ingeniería - Rod Temperton – teclado, arreglos rítmicos, sintetizador, arreglos de sintetizador, arreglos vocales - Chris Theis – asistente de ingeniería - Michael Thompson – guitarra - Jonathon Ungar – coro infantil - Eddie Van Halen – artista invitado, guitarra - John VanNest – ingeniería - Llyswen Vaughan – autorización de muestra - Suzy Vaughan – autorización de muestra - Stephan Vaughn – portada, fotografía - Tata Vega – coros - Brian Vibberts – asistente de ingeniería - Gerald Vinci – maestro de conciertos - Diana Walczak – escultura - Randy Waldman – teclado, sintetizador - Stephen Walker – dirección de arte - Ben Wallach – asistente de ingeniería - Dan Wallin – ingeniería - Julia Waters – coros - Maxine Waters – coros - Oren Waters – coros - Bobby Watson – bajo - Dave Way – ingeniería, mezcla - Steven Paul Whitsitt – portada, fotografía - Ed Wiesnieski – narrador - Chuck Wild – batería, teclado, percusión, programación, diseño de sonido, efectos de sonido, paisaje sonoro, sintetizador, programación de sintetizador - Maxine Willard Waters – coros - Buddy Williams – batería, percusión - David Williams – guitarra - Larry Williams – flauta, corno, saxofón, programación de sintetizador - Zedric Williams – coros - The Winans – coros - Hattie Winston – coros, voz en off - Colin Wolfe – bajo - Bill Wolfer – teclado, sintetizador, programación de sintetizador - David "Hawk" Wolinski – guardabarros rhodes - Ben Wright – arreglos de cuerdas - James "Big Jim" Wright – órgano, piano - Jimmy Wright – órgano, piano - Charity Young – coro infantil, coro |

## Posicionamiento en listas

### Semanales
| País (Lista 1995–2009)                         | Posición |
| ---------------------------------------------- | -------- |
| Argentina (CAPIF)                              | 2        |
| Australia (ARIA)                               | 1        |
| Austria (Ö3 Austria)                           | 2        |
| Bélgica (Ultratop Flandes)                     | 1        |
| Bélgica (Ultratop Valonia)                     | 1        |
| Brasil (ABPD)                                  | 1        |
| Canadia (RPM)                                  | 1        |
| Canadia (The Record)                           | 1        |
| Chile (IFPI)                                   | 1        |
| República Checa (IFPI)                         | 13       |
| Países Bajos (Hitlisten)                       | 1        |
| Países Bajos (Album Top 100)                   | 1        |
| European Albums (Billboard)                    | 1        |
| Finnish Albums (Suomen virallinen albumilista) | 2        |
| French Albums (SNEP)                           | 1        |
| Alemania (Offizielle Top 100)                  | 1        |
| Hungría (MAHASZ)                               | 4        |
| Irlanda (IRMA)                                 | 1        |
| Italia (FIMI)                                  | 1        |
| Japón Oricon)                                  | 3        |
| Mexico (Top 100 México)                        | 9        |
| Nueva Zelanda (Recorded Music NZ)              | 1        |
| Noruega (VG-lista)                             | 1        |
| Portuguese Albums (AFP)                        | 2        |
| Escocia (Scottish Albums Chart)                | 1        |
| Spanish Albums (PROMUSICAE)                    | 2        |
| Suecia (Sverigetopplistan)                     | 3        |
| Suiza (Schweizer Hitparade)                    | 1        |
| Reino Unido (UK Albums Chart)                  | 1        |
| Reino Unido (UK R&B Albums)                    | 1        |
| Uruguay (CUD)                                  | 6        |
| Estados Unidos (Billboard 200)                 | 1        |
| Estados Unidos (Top R&B/Hip-Hop Albums)        | 1        |